# Ximena Sariñana
Ximena Sariñana (ur. 29 października 1985 w Guadalajarze) – meksykańska piosenkarka i aktorka. Dwukrotnie nominowana do Nagrody Grammy w 2008.

## Dzieciństwo
Ximena Sariñana urodziła się w Guadalajarze w Meksyku jako córka producenta i reżysera filmowego Fernando Sariñana oraz scenarzystki Caroliny Riviery. Już jako dwuletnie dziecko Ximena zobaczyła koncert Elli Fitzgerald, co sprawiło że, jak sama wspominała, zaczęła interesować się muzyką. Następnie zaczęła słuchać Paula Simona i Tracy Chapman. Kiedy Sariñana miała 7 lat, jej sąsiadka, Cecilia Touissant, zaproponowała jej lekcję śpiewu u jej nauczyciela, Richardo Sánchez, który uczył największe meksykańskie talenty. Sariñana zaczęła również pobierać lekcje gry na fortepianie u Hanny Cot. W 1994 Sariñana po raz pierwszy wystąpiła w filmie Dopóki śmierć nas nie rozłączy (ang. Til Death), który wyreżyserował jej ojciec.

## Aktywność

### Film
W 1996 Sariñana wystąpiła w serialu Luz Clarita w którym główną rolę grała Daniela Luján. W następnym roku wystąpiła w telenoweli María Isabel z Adelą Noriegą w roli głównej. Następnie zagrała w telenoweli Gotita de Amor, kończąc tym samym swój udział w telenowelach. W 2002 skomponowała trzy utwory do filmu Amar te Duele, którego twórcami byli jej rodzice. Kariera aktorska Sariñany objawiła się jeszcze trzykrotnie: w 2005 wystąpiła w filmie De paso, w 2007 w filmie Dos Abrazos, a w 2008 w filmie Enemigos íntimos. Ten ostatni film został również w 2008 wydany na DVD. W 2014 Sariñana wystąpiła w filmie Gonzalo.

### Muzyka
W 2007 Sariñana wystąpiła gościnnie na płycie zespołu Kobol. W 2008 wydała swój pierwszy studyjny album Mediocre, będąc również jego współproducentem. W 2009 wzięła udział w tournée jej przyjaciela Omara Rodrígueza-López,  z którego wydano album koncertowy Los Sueños de un Higado. Wystąpiła również na płytach studyjnych Rodrígueza-López: Xenophanes, Solar Gambling, Ciencia de los Inútiles, Cizaña de los Amores i Tychozorente. Z Jasonem Mrazem nagrała hiszpańską wersję jego utworu Lucky. W sierpniu 2011 ukazał się jej drugi studyjny album Ximena Sariñana; w październiku 2014 trzeci – No Todo lo Puedes Dar; na początku marca 2019 czwarty ¿Dónde Bailarán Las Niñas?, pod koniec października 2021 piąty – Amor Adolescente.

## Filmografia
- 1994: Hasta Morir jako Melisa
- 1996: Serce Clarity (Luz Clarita) jako Mariela de la Fuente
- 1997: Maria Izabela (Maria Isabel) jako Rosa Isela
- 1998: Krople miłości (Gotita de Amor) jako Enriqueta
- 1999: Todo el Poder jako Valentina
- 2001: El Segundo Aire jako Ximena
- 2002: Amar te Duele jako Mariana
- 2006: Amor Xtremo jako Mariané
- 2007: Niñas Mal jako Valentina
- 2007: Año Uña dubbing
- 2007: Dos Abrazos jako Laura
- 2007: El Brassier de Emma
- 2008: Coraline jako Coraline
- 2008: Enemigos Íntimos jako Mariana
- 2014: Gonzalo jako Lucía

## Dyskografia

### Albumy studyjne
- Mediocre (2008)
- Ximena Sariñana (2011)
- No Todo lo Puedes Dar (2014)
- ¿Donde Bailaras las Niñas?
- Amor Adolescente (2021)

### Single
- 2008 Vidas Paralelas (Mediocre)
- 2009 No vuelvo más (Mediocre)
- 2009 Mediocre (Mediocre)
- 2011 Different (Ximena Sariñana)
- 2011 Echo Park (Ximena Sariñana)
- 2012 Aire Soy feat. Miguel Bose (Ximena Sariñana)
- 2014 Sin ti no puede estar tan mal

### Albumy innych wykonawców nagrane z gościnnym udziałem Sariñany
- Kobol – Extempore (2007)
- Omar Rodríguez-López Group – Los Sueños de un Higado (2009)
- Omar Rodríguez-López Group – Xenophanes (2009)
- Omar Rodríguez-López – Solar Gambling (2009)
- El Trío de Omar Rodríguez-Lopez Group – Ciencia de los Inúlites (2010)
- Omar Rodríguez-López – Cizaña de los Amores (2010)
- Omar Rodríguez-López Group – You're Welcome (2010)
- Tu Nite con Lorenzo Parro (2011)
- Tonight Show with Jay Leno (2011)